# Ochrostigma pontica
Ochrostigma pontica är en fjärilsart som beskrevs av Hans Rebel 1908. Ochrostigma pontica ingår i släktet Ochrostigma och familjen tandspinnare. Inga underarter finns listade i Catalogue of Life.